# Catherine Postic
Catherine Postic est une chercheuse en physiologie métabolique française. Directrice de recherche au CNRS, elle reçoit la médaille d'argent du CNRS en 2015.

## Formation et carrière
Après un doctorat en 1993, elle complète sa formation à l'université Vanderbilt à Nashville dans le domaine de la biologie moléculaire en travaillant sur un locus de la glucokinase.
En 2000, elle est nommée chargée de recherches au CNRS. En 2006, elle devient coresponsable de l'équipe « Signalisation de l'insuline et du glucose, et glucotoxicité » à l'Institut Cochin. En 2008, elle est promue directrice de recherche au CNRS.

## Travaux
Catherine Postic travaille sur les mécanismes moléculaires et cellulaires à l’origine de l’obésité et du diabète de type 2, dont le rôle du facteur de transcription ChREBP sur la stéatose hépatique.

## Prix et distinctions
- 2007 : prix Apollinaire Bouchardat[1].
- 2007 : prix M.-F. Jayle de l'Académie des sciences[3].
- 2015 : médaille d'argent du CNRS[2].